# Vientos de invierno (Game of Thrones)
«Vientos de invierno» es el episodio final de la sexta temporada de la serie de televisión de fantasía medieval, Game of Thrones de HBO, y el episodio 60 en general. Fue escrita por los co-creadores de la serie David Benioff y D. B. Weiss, y dirigida por Miguel Sapochnik.
En el episodio, Cersei Lannister planea destruir a todos sus enemigos inmediatos con un golpe rápido; Arya Stark se venga; Jon Nieve es declarado Rey en el Norte por los señores de las casas del Norte; Bran Stark se entera de que Jon es en realidad el hijo de Lyanna Stark y Rhaegar Targaryen; Samwell Tarly llega a la Ciudadela; y Daenerys Targaryen comienza a dirigirse a Westeros junto a Tyrion Lannister y todo su ejército, los Ironborn leales a Yara Greyjoy, los Tyrell, los Sand Snakes y sus tres dragones.
«The Winds of Winter» recibió elogios universales de la crítica, catalogándolo como uno de los mejores episodios de la serie, así como uno de los mejores episodios de televisión de todos los tiempos. Los críticos elogiaron la explosión del Gran Septo, la actuación de Lena Headey, la venganza de Arya contra los Frey, la resolución del flashback de la Torre de la Alegría y el viaje de Daenerys a Westeros como aspectos destacados del episodio. En los Estados Unidos, el episodio logró una audiencia de 8,89 millones en su transmisión inicial, lo que lo convirtió en el episodio de mayor audiencia en la historia de la serie en ese momento. Fue nominada a varios premios, incluida Headey, quien fue nominada al Emmy a la mejor actriz de reparto en una serie dramática, y ganó un Primetime Creative Arts Emmy al Mejor Vestuario para una serie de fantasía.
Este episodio marca la aparición final de los actores principales Natalie Dormer (Reina Margaery Tyrell), Dean-Charles Chapman (Rey Tommen Baratheon), Jonathan Pryce (Gorrión Supremo) y Michiel Huisman (Daario Naharis), además de la última aparición de los actores secundarios desde la primera temporada: Finn Jones (Ser Loras Tyrell), Eugene Simon (Lancel Lannister), Julian Glover (Gran Maestre Pycelle) e Ian Gelder (Kevan Lannister), y también los intérpretes Roger Ashton-Griffiths (Mace Tyrell) y Hannah Waddingham (Septa Unella) aparecen por última vez.

## Argumento

### En Desembarco del Rey
En el día del juicio de Cersei Lannister y Loras Tyrell, el Gorrión Supremo y muchos más miembros de la Fe y habitantes de la capital se reúnen en el Gran Septo de Baelor. Loras confiesa su homosexualidad y proclama renunciar a su nombre y títulos como el heredero de la Casa Tyrell, para unirse a la Fe Militante. Sin embargo, Cersei no se presenta al juicio, y el Gorrión Supremo envía a Lancel Lannister a buscarla. Mientras tanto, Qyburn atrae a Pycelle a su cámara, y es asesinado por los "pajaritos". Lancel mientras tanto descubre una considerable cantidad de fuego valyrio almacenada bajo el Gran Septo (colocado allí hace décadas por el rey Aerys II Targaryen), y es herido gravemente por uno de los pajaritos. En el interior del septo, Margaery Tyrell se da cuenta de que algo no va bien con las ausencias de Cersei y Tommen y trata de advertir a la gente de salir del lugar, pero el Gorrion Supremo no logra creer en sus dudas, y prohíbe que se le permita la salida a alguien. Cuando se prende el fuego valyrio con la llama de unas velas, el Gran Septo es destruido, matando a todos sus ocupantes, incluido el Gorrion Supremo, Margaery, Loras, Mace Tyrell, Kevan Lannister, y Lancel. La septa Unella es capturada y encarcelada por orden de Cersei, que alegremente le confiesa todos sus "pecados", incluyendo el de cooperar en la muerte de Robert Baratheon y su relación incestuosa en curso con Jaime. Unella queda a merced de Ser Gregor Clegane. Tommen, que había sido resguardado en sus aposentos, es testigo de la explosión, y al darse cuenta de que Margaery ha muerto, se suicida arrojándose desde lo alto de la Fortaleza Roja. Cuando Qyburn pregunta a Cersei qué hacer con su cuerpo, Cersei responde fríamente que sus restos sean quemados y las cenizas enterradas en las ruinas del Gran Septo.
Jaime Lannister y Bronn finalmente regresan de las Tierras de los Ríos, y se sorprenden al ver las ruinas ardientes del Gran Septo. Al llegar al salón del trono, Jaime presencia como Cersei es coronada Reina de los Siete Reinos.

### En el Norte
Mientras que Jon Nieve y Melisandre se encuentran hablando, Davos Seaworth entra y se enfrenta a ella con la figurilla del venado. Melisandre admite la quema de Shireen Baratheon, pero señala que lo hizo por el Señor de Luz y que Stannis Baratheon no se opuso al sacrificio. Davos a continuación, solicita el permiso de Jon para castigar a Melisandre por sus crímenes. Jon en su lugar exilia a Melisandre del Norte, amenazando con ahorcarla en caso de volver. Sansa Stark discute con Jon sobre quien de ellos liderará las fuerzas Stark. Jon le dice a Sansa que si los Stark han de prevalecer, ambos deben confiar en los demás. Algún tiempo después, Petyr Baelish se reúne en privado con Sansa en el Bosque de Dioses. Él revela que su objetivo final es sentarse en el Trono de Hierro con Sansa a su lado. A continuación, trata de besar a Sansa, pero ella fríamente le frena.
Más tarde, Jon reúne a diversos señores del Norte, los caballeros del Valle de Arryn, y los salvajes para planificar la próxima batalla contra los Caminantes Blancos. Sin embargo, hay discordia entre los grupos, alegando algunos de ellos que preferirían regresar a sus castillos para esperar la llegada del invierno. Jon les advierte de que este invierno no se puede soportar si no se unen para luchar contra los Caminantes Blancos. Lyanna Mormont a continuación toma la palabra, avergonzando a algunos señores del Norte por estar sin hacer nada cuando Jon pidió su ayuda. Al darse cuenta de que Jon ha demostrado su valía volviendo a tomar Invernalia, Jon es aclamado como Rey en el Norte mientras que Sansa se sienta junto a él, sonriendo a Meñique pero a la vez preocupada.

### En las Tierras de los Ríos
Walder Frey celebra la recaptura de Aguasdulces con los Lannister, y comenta a Jaime que no son tan distintos tras haber traicionado a sus reyes. Jaime recuerda con amargura a Walder que los Frey son sólo los gobernantes de las Tierras de los Ríos gracias a los Lannister, y tras esto se marcha. Algunos días más tarde, Walder almuerza solo, preguntándose donde estarán sus hijos Lothar y Walder el Negro. Su criada le revela que ambos hombres fueron cocidos en el pastel de carne que se estaba comiendo. Luego se quita la cara para revelarse como Arya Stark, degollando posteriormente a Lord Walder en venganza por la Boda Roja.

### En el Dominio
Samwell Tarly y Gilly llegan a Antigua. Sam se dirige a la Ciudadela para proceder a su formación como maestre, y allí contempla la innumerable pila de libros y los cuervos blancos que anuncian la llegada del invierno.

### En Dorne
Olenna Redwyne, de luto por la muerte de su familia, se reúne con Ellaria Arena y las Serpientes de Arena en relación con sus quejas mutuas contra los Lannister y discutir la posibilidad de una alianza. Olenna rechaza la idea que Ellaria le plantea; su hijo y nietos están todos muertos y su casa se quedó sin futuro, por lo que no es mera supervivencia lo que quiere. Mientras tanto llega Varys, saludándolas con "Fuego y Sangre", las palabras de la Casa Targaryen.

### Más Allá del Muro
A medida que Bran Stark, Meera Reed, y Benjen se acercan al Muro, este último se despide, indicando que la protección mágica del Muro impide que los muertos sean capaces de pasar. Meera ayuda a Bran a agarrarse a un arciano, momento en que vuelve en el tiempo a los eventos de las Torre de la Alegría. Allí, se ve al joven Eddard Stark con su hermana Lyanna desangrándose tras un parto. Con su último aliento, Lyanna suplica a Eddard que cuide de su hijo, manteniendo su secreto seguro por miedo a que Robert pueda matarlo. El bebé se revela como Jon Nieve, como verdadero hijo de Lyanna Stark.

### Al otro lado del Mar Angosto
Daenerys Targaryen se reúne con Daario Naharis, al que informa que no vendrá a Poniente, y en su lugar le ordena quedarse atrás para gobernar Meereen y la Bahía de los Esclavos. Daario acepta a regañadientes, no sin antes declararle su amor. Daenerys le confía a Tyrion Lannister sus sentimientos hacia Daario, y posteriormente le entrega una réplica del broche de la Mano del Rey, quedando nombrado en el cargo. Con los barcos de la Casa Greyjoy y los que dispone además, Daenerys y su corte parten hacia Poniente, con sus fuerzas combinadas en una masiva flota, con Drogon, Rhaegal, y Viserion volando encima de ellos.

## Reparto

### Personajes principales
- Peter Dinklage como Tyrion Lannister
- Nikolaj Coster-Waldau como Jaime Lannister
- Lena Headey como Cersei Lannister, la Reina Madre
- Kit Harington como el Rey Jon Nieve
- Emilia Clarke como la Reina Daenerys Targaryen
- Natalie Dormer como la Reina Margaery Tyrell
- Liam Cunningham como Lord Davos Seaworth
- Sophie Turner como Sansa Stark
- Aidan Gillen como Lord Petyr "Littlefinger" Baelish
- Carice van Houten como Melisandre
- Nathalie Emmanuel como Missandei
- Indira Varma como Ellaria Arena
- Maisie Williams como Arya Stark
- Jonathan Pryce como Gorrión Supremo
- Conleth Hill como Varys
- Dean-Charles Chapman como el Rey Tommen Baratheon
- Kristofer Hivju como Tormund Giantsbane
- John Bradley como Samwell Tarly
- Isaac Hempstead-Wright como Bran Stark
- Jerome Flynn como Bronn
- Alfie Allen como Theon Greyjoy
- Michiel Huisman como Daario Naharis
- Hannah Murray como Gilly

### Personajes secundarios
- Diana Rigg como Lady Olenna Tyrell
- David Bradley como Lord Walder Frey
- Julian Glover como Gran Maestre Pycelle
- Anton Lesser como Qyburn
- Joseph Mawle como Benjen Stark
- Finn Jones como Loras Tyrell
- Ian Gelder como Kevan Lannister
- Roger Ashton-Griffiths como Mace Tyrell
- Jacob Anderson como Gusano Gris
- Gemma Whelan como Yara Greyjoy
- Ellie Kendrick como Meera Reed
- Eugene Simon como Lancel Lannister
- Keisha Castle-Hughes como Obara Arena
- Rosabell Laurenti Sellers como Tyene Arena
- Jessica Henwick como Nymeria Arena
- Rupert Vansittart como Yohn Royce
- Tim McInnerny como Robett Glover
- Hafþór Júlíus Björnsson como Gregor Clegane
- Hannah Waddingham como Septa Unella
- Daniel Tuite como Lothar Frey
- Tim Plester como Walder Ríos
- Robert Aramayo como el joven Eddard Stark
- Aisling Franciosi como Lyanna Stark
- Frank Hvam como Maestre de la Ciudadela
- Bella Ramsey como Lyanna Mormont
- Josephine Gillan como Marei
- Sabrina Bartlett como Arya con el rostro de una criada
- Sean Blowers como Wyman Manderly
- Tom Varey como Cley Cerwyn

## Producción

### Escritura

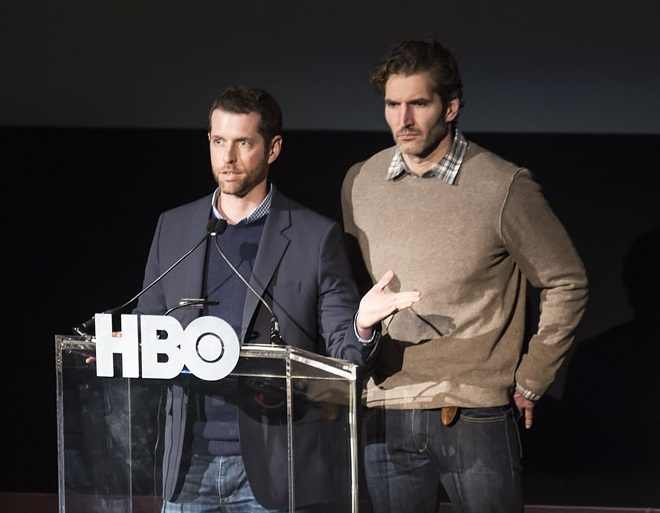
El episodio fue escrito por los co-creadores de la serie David Benioff y D. B. Weiss.

«The Winds of Winter» fue escrita por los co-creadores de la serie David Benioff y D. B. Weiss. El episodio fue el más largo en la historia del programa, hasta ese momento, con una duración de 68 minutos.
En el segmento «Dentro del episodio» publicado por HBO poco después de la emisión del episodio, Benioff habló sobre la relación entre Sansa Stark y Jon Nieve en este momento de la temporada y dijo: «En el transcurso de esta temporada, han llegado a confiar realmente el uno en el otro, pero ella realmente no confía completamente en él. Ella no le contó sobre la reunión con Littlefinger, no le dijo que convocó a los Caballeros del Valle, definitivamente hay un pequeño indicio de conflicto allí. Así que creó que hay un poco de ira por eso y un poco de celos, y esa relación será crucial de ver.» Benioff continuó haciendo referencia a la declaración de Jon como Rey del Norte, señalando «Vemos la segunda escena del 'Rey del norte' con Jon y creó que era importante para nosotros que evocara a la primera. Con circunstancias muy distintas y en un ambiente muy distinto [...] De alguna manera, la evocación del primero pretende ser un poco preocupante porque fue un momento muy triunfal cuando Robb es nombrado Rey en el Norte pero no le fue tan bien al anterior Rey en el Norte. Así que creó que tenemos que estar un poco preocupados por Jon y, al mismo tiempo, es un cambio bastante grande y, ya sabes, que un personaje que estaba muerto al comienzo de la temporada sea declarado rey al final. Lo ha hecho bien. En 10 episodios las cosas le han salido bien.»
Weiss también señaló sobre la muerte del Rey Tommen Baratheon: «Mientras tanto, mientras ocurre la explosión, Tommen está solo. Este niño frágil, maleable, devastado, básicamente, está sentado allí sin nadie que lo consuele, y si ella hubiera estado allí, él no habría salido por esa ventana. Ella le falló, y ella sola le falló aquí.» Benioff continuó retratando la mentalidad de Cersei Lannister y dijo: «Creó que la idea de Cersei sin sus hijos es una perspectiva bastante aterradora. Fue lo único que realmente la humanizó, ya sabes, su amor por sus hijos. Y tanto de un monstruo como podía ser a veces, era una madre que realmente amaba a sus hijos, y ahora esos niños se han ido, y todo lo que tiene es poder.» En una entrevista posterior después de la emisión del episodio, Weiss declaró que la mentalidad de Cersei después de las ramificaciones de este episodio jugará un papel importante en la historia de la próxima temporada.
En una entrevista con Isaac Hempstead-Wright, quien interpreta a Bran Stark en la serie, se le preguntó sobre la importancia de que Bran presenciara la escena en la Torre de la Alegría y dijo: «No creó que Bran sepa por qué esto es significativo, pero sabe que es significativo porque no lo habría visto si no fuera trascendental, porque todo lo que hemos aprendido hasta ahora durante sus visiones ha sido bastante grande e importante, desde la creación del primer Caminante Blanco hasta los orígenes de Hodor. Este es claramente otro hito importante en la historia de Westeros. Para Bran, se sentó allí pensando: 'Este no es mi hermano. Este es mi primo de alguna manera, pero ¿quién es el papá? ¿Y por qué me han mostrado esto? Si descubro quién es el padre y por qué necesitó saber quién es el padre, entonces dígaselo a Jon rápidamente'.» La escena no revela ni el nombre del hijo de Lyanna Stark ni el de su padre, con la transición entre la cara del recién nacido y Jon Nieve transmite visualmente la identidad. HBO publicó una infografía poco después de la emisión del episodio, confirmando a Eddard Stark como el tutor de Jon, y a Lyanna Stark y Rhaegar Targaryen como sus padres.
Con respecto a la transformación de Arya Stark después de su tiempo como discípula del Dios de muchos rostros, Weiss señaló en el reportaje «Dentro del episodio»: «Todos vemos de dónde viene, ha visto tantas atrocidades. Es una narrativa preocupante; ella comenzó como una chica dura y valiente y se convirtió en alguien capaz de cortarle la garganta a un hombre y sonreír mientras lo observa desangrándose.»
Para la toma final de la temporada, Benioff sintió que la toma de Daenerys dirigiéndose a Westeros era una parte monumental en la historia de la serie y dijo: «Esa toma de la flota de Dany saliendo de la Bahía de los esclavos hacia el Mar Angosto y su hogar es probablemente lo más importante que ha sucedido en el programa hasta ahora, eso es lo que hemos estado esperando desde el episodio piloto de la primera temporada.» Continuó diciendo que «No ha sido un camino fácil. Esa es la oportunidad que les vamos a dejar a todos; fue realmente emocionante verla, con Tyrion a su lado, dirigiéndose hacia el oeste.»

### Casting
«The Winds of Winter» vio la partida de varios miembros del elenco y actores invitados recurrentes de la serie. Los notables incluyeron a Natalie Dormer, quien fue elegida para interpretar a la reina Margaery Tyrell en la segunda temporada del programa. Dormer se enteró de la muerte inminente de su personaje aproximadamente seis meses antes que el resto del elenco y dijo: «Solicité mientras hacía la temporada 5 que los showrunners David Benioff y Dan Weiss me liberaran de trabajar en el programa antes de lo habitual para poder hacer otro proyecto, y terminaron llamándome — y eso fue La Llamada. Pero lo conseguí seis meses antes de lo normal. Dijeron: 'No íbamos a decirte esto hasta dentro de unos meses más, pero no te vamos a liberar ahora, así que no puedes hacer ese trabajo que realmente quieres hacer y lo lamentamos mucho. Pero en el lado positivo, vamos a liberarte en un futuro no muy lejano.' Eran buenas noticias, malas noticias — no, no puedes hacer esto, pero no te preocupes, vas a tener muchas más oportunidades muy pronto.» Dormer también declaró sobre su partida: «Es el tiempo más largo que he pasado interpretando a un personaje. Siempre tendré una pequeña rosa amarilla detrás de mi corazón, y creó que fue el tiempo adecuado, para ser honesta. Es hora de que la historia de Westeros avance y es el momento perfecto para que ella se vaya.»
El actor Dean-Charles Chapman, cuyo personaje, el rey Tommen Baratheon, se suicidó en el episodio, también hizo su última aparición como miembro principal del elenco de la serie. Antes de aparecer en el papel de Tommen, que originalmente fue interpretado por el actor Callum Wharry, Chapman apareció en la tercera temporada de la serie como Martyn Lannister, un personaje secundario que también fue asesinado. Chapman dijo que se enteró de la muerte de su personaje la noche anterior a la lectura de la tabla inicial de la temporada y dijo: «Estaba en mi hotel, ocupándome de mis propios asuntos, y recibí una llamada telefónica. Cogí el teléfono y, al instante, supe que venía. Fueron David Benioff y Dan Weiss, los dos creadores del programa, y expusieron los hechos. Pero lo hicieron muy bien. No podría haber pedido una mejor manera de darme esa noticia. Que me lo dijeran de antemano realmente me ayudó, de lo contrario habría estado en un estado cuando lo leí en los guiones. Probablemente habría llorado.»
Después de aparecer como actor invitado recurrente en la quinta temporada, el actor Jonathan Pryce fue ascendido a miembro principal del reparto en la sexta temporada donde hizo también su última aparición. Antes de ser elegido como Gorrión Supremo, se le acercó a Pryce para que desempeñara otro papel en una de las temporadas anteriores y rechazó el papel. Después de que se le ofreciera el papel de Gorrión Supremo, Pryce declaró que aceptó el papel porque «si el papel no hubiera sido lo que resultó ser para Gorrión Supremo, probablemente no habría estado involucrado. Recuerdo que comencé y mi agente dijo '¿el personaje cambia la situación o es solo un funcionario' y este personaje cambia la situación.» Pryce agregó: «Una vez que comencé a trabajar en Games of Thrones, quedé increíblemente impresionado con la organización, el equipo y son realmente buenos en su trabajo y en la narración de historias, así que me convertí en un fanático del programa.»
Michiel Huisman se unió a la serie como invitado recurrente para la cuarta temporada como Daario Naharis, papel que fue interpretado originalmente por Ed Skrein en tercera temporada como invitado recurrente. Inicialmente se dijo que la razón del cambio de actor se debió a que Skrein asumió un papel en la película The Transporter Legacy. Sin embargo, Skrein declaró posteriormente que el cambio se debió a la «política». Para la quinta temporada, Huisman fue ascendido a miembro principal del reparto hasta la sexta temporada, donde su personaje se queda como protector de Meereen después de la partida de Daenerys a Westeros.
Los actores invitados recurrentes de la serie Finn Jones, Eugene Simon, Julian Glover, Roger Ashton-Griffiths, Ian Gelder e Hannah Waddingham, quienes interpretaron a Loras Tyrell, Lancel Lannister, Pycelle, Mace Tyrell, Kevan Lannister y Septa Unella, respectivamente, también hicieron su última aparición en la serie. Jones, quien fue elegido simultáneamente para el papel principal de la serie de televisión Iron Fist de Marvel, habló sobre su partida diciendo: «Estuve en Thrones durante seis años. Era empleo anual. Ahora estaba en una encrucijada y tenía que pensar en cuál es el futuro. Tuve mucha suerte de que algo como esto haya llegado en el momento adecuado.», refiriéndose a Iron Fist. Simon también habló sobre su aprendizaje de su partida, diciendo que los showrunners prometieron una «gran escena» para su personaje en el final de temporada, y Simon respondió: «por todo lo que has hecho durante los últimos seis años, gracias. Esta es una manera maravillosa de ir. Realmente, realmente lo aprecio, y espero poder hacerlo por usted.»
Para la escena en la Torre de la Alegría, Lyanna Stark fue interpretada por la actriz Aisling Franciosi. El comediante danés Frank Hvam interpretó al empleado de la Ciudadela, aunque sus líneas pueden haber sido dobladas ya que no hablaba inglés con confianza.

### Rodaje

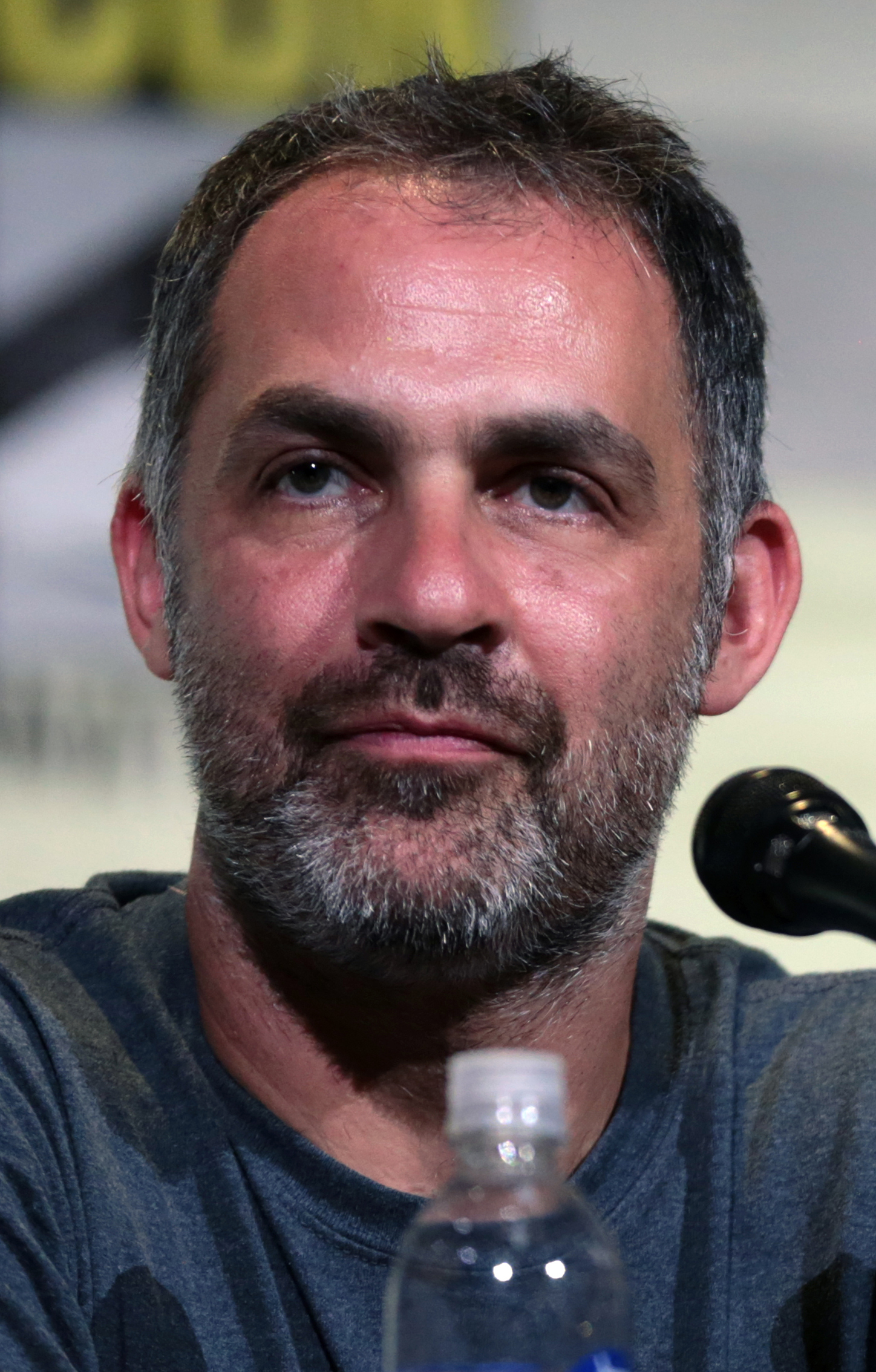
Miguel Sapochnik se desempeñó como director del episodio, su cuarto episodio de la serie.

«The Winds of Winter» fue dirigida por Miguel Sapochnik. Anteriormente dirigió los episodios de la quinta temporada «El regalo» y «Casa Austera», y el episodio de la sexta temporada, «La batalla de los bastardos». En una entrevista, Sapochnik habló sobre las escenas al comienzo del episodio, que en su mayoría carecían de diálogo, y dijo: «No me malinterpreten, soy un gran fanático de los diálogos inteligentes e ingeniosos. Esto es algo por lo que Game of Thrones es probablemente bastante famoso y con razón, pero probablemente me encanta hacer películas no verbales más que nada.» Continuó haciendo una comparación con la película Heat, protagonizada por Robert De Niro, y señaló: «Para mí, esta es una realización cinematográfica realmente maravillosa. Y, por lo tanto, cualquier oportunidad que pueda tener para probar suerte en eso, la agradezco. Desde esa perspectiva, realmente golpeé el premio mayor este año y estoy muy agradecido.»

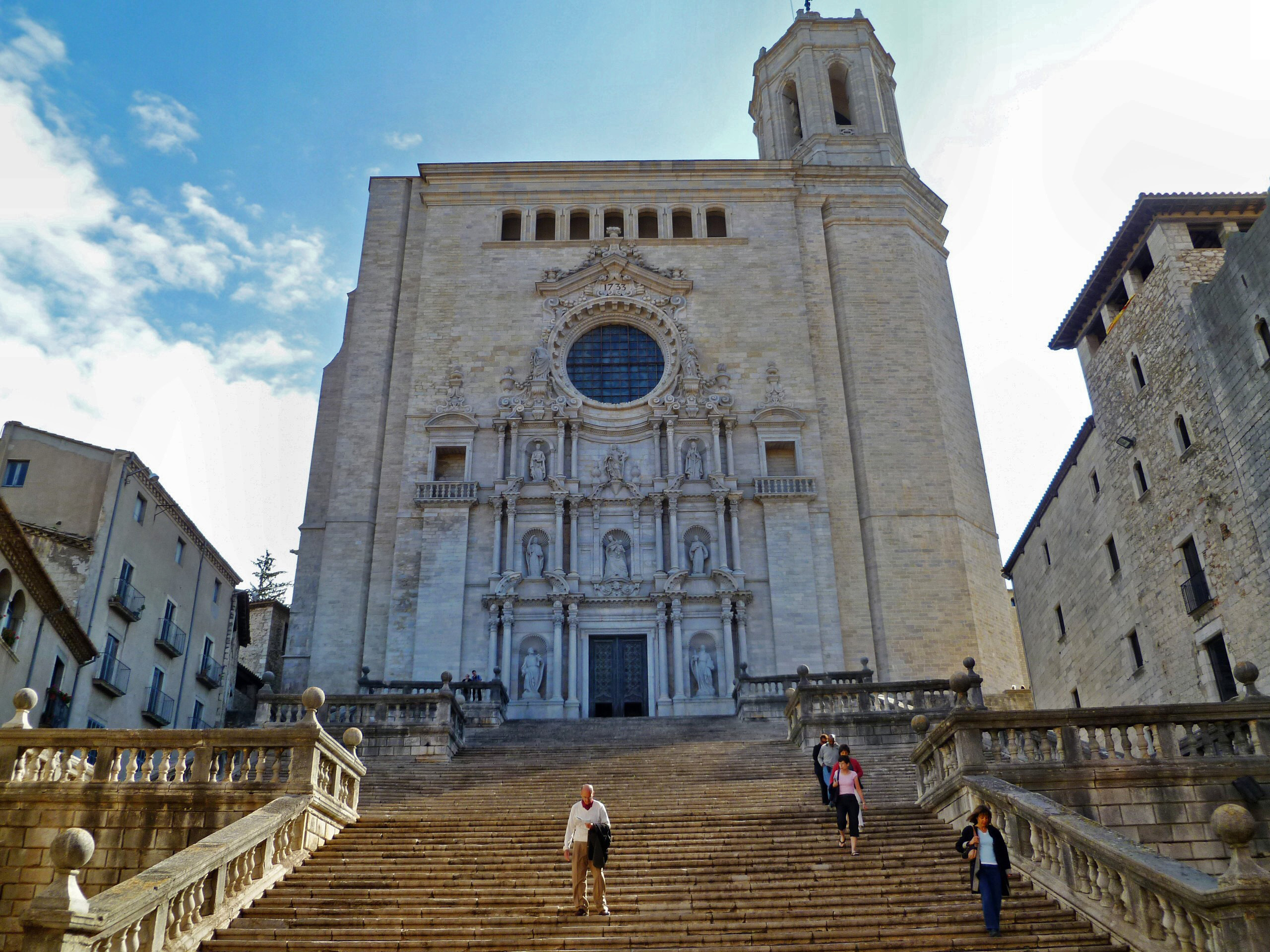
La Catedral de Santa María en Gerona, España, reemplazó las tomas exteriores del Gran Septo, con efectos especiales que alteraron partes del edificio.

En otra entrevista, Sapochnik reveló que la explosión del incendio forestal en el Septo de Baelor originalmente solo se vería desde el exterior, pero después de hacer un guion gráfico de la secuencia con tomas del Gorrión Supremo también siendo engullido, Sapochnik pudo convencer a Benioff y Weiss de que haga el cambio para la secuencia. Sapochnik también declaró sobre la secuencia: «La parte principal de la secuencia era esencialmente un drama judicial y luego muchas pequeñas escenas que lo rodeaban se filmaron en muchos escenarios y ubicaciones diferentes e incluso en países, por lo que tomó mucho tiempo colocar todas las piezas en el sistema de edición y comenzar a editar.» También dijo que el objetivo principal de la escena era «reunir todas estas historias que se entrecruzan en torno a Desembarco del Rey y acabar con ellas», y que la música en la escena desempeñó un papel importante al reflejar cómo se desarrollaron tonalmente las escenas en la pantalla, elogiando la partitura inicial de Ramin Djawadi. La Catedral de Gerona en Gerona, España reemplazó las tomas exteriores del Septo de Baelor.
El actor Chapman habló sobre filmar la escena de su muerte y dijo: «Estaba saltando sobre una colchoneta. En cuanto a la altura, creó que si estuviera de pie en el suelo, me llegaba al pecho. Pero la alfombrilla de choque era bastante gruesa. Debo haber hecho eso unas 50 veces. Mi cara estaba bastante magullada. Mi cara lo tomó un poco.» Simon también habló sobre la escena de su muerte revelando sobre sus conversaciones con Sapochnik, «la nota fue cuando Lancel estaba arrastrando su cuerpo, había una sensación de alguien que está tratando de dejar de lado su dolor de ser apuñalado y paralizado tanto como sea posible para tratar de defender la poca esperanza que queda de tratar de salvar el sept y también para salvar su vida. Realmente solo se reduce a los últimos nanosegundos de metraje en los que te das cuenta de que la causa está perdida.» Simon también habló sobre la filmación de la escena final de Pryce: «Tuvimos una gran ronda de aplausos cuando eso sucedió. Recuerdo muy bien esa escena; teníamos alrededor de 200 actores secundarios allí, todos los cuales estaban muy comprometidos. Se quedaron allí todo el día e hicieron maravillosas reacciones a todas las partes realmente intensas. Cuando estalla la primera parte de la bomba, todos ellos realmente, realmente se dieron cuenta de que había una explosión nuclear completa debajo de ellos.» Continuó diciendo: «Tuvimos una gran ronda de aplausos y celebraciones después de que terminó esa escena porque creó que todos sabíamos que iba a ser bastante monumental. Nos despedimos de innumerables Tyrells, Kevan Lannister, mi padre, Gorrión Supremo y docenas más. Fue un día bastante extraordinario.» Con respecto al intercambio no verbal entre Jaime y Cersei Lannister cuando ella está sentada en el Trono de Hierro, Sapochnik declaró: «Pensé que el intercambio no verbal era un momento muy interesante, pero no estaba claro en el guion qué querían exactamente Benioff y Weiss. Así que probamos algunas cosas, siguiendo nuestras narices, aprovechando lo que sabíamos sobre estos personajes y lo que ven fue una de las versiones que filmamos. Curiosamente, en la edición, todavía no pude encontrar una versión que sintiera que funcionó, así que eliminé el momento por completo de mi corte, pero David y Dan lo reincorporaron y con gran efecto. De hecho, ya no puedo recordar la secuencia sin ella. Creó que él está diciendo 'no' y ella está diciendo 'demasiado tarde'.» El continuó: «Lo maravilloso del cine es que haces y rehaces tu película o episodio varias veces durante su existencia. En primer lugar, en la etapa del guion, en segundo lugar, está en preparación cuando planifica cómo lo ejecutará. En tercer lugar, está en producción, cuando realmente llegas allí y tienes que cambiar todo y, finalmente, en la edición, cuando te das cuenta de que lo que pensabas que significaba algo significa algo totalmente diferente cuando se coloca antes o después de otra imagen yuxtapuesta o complementaria.»
En la misma entrevista, también se le preguntó a Sapochnik cómo hizo para crear una sensación de emoción en la escena del «Rey en el Norte» y dijo: «No fue difícil. Creó que como fans lo habíamos estado esperando durante tanto tiempo. Dicho esto, fue una escena muy difícil de rodar. Principalmente porque hizo un calor inusual durante los dos días que filmamos, todos vestían pieles y armaduras pesadas, Kit estaba bastante enfermo y todos estaban hacinados en este espacio lleno de platos de lenguas de oveja y cadáveres de pollo, por lo que se puso bastante maloliente y pegajoso. También es una escena bastante larga y, sin embargo, Bella probablemente la hizo más de cien veces, y solo se olvidó de una línea una vez en todo el tiempo. Cuando terminamos la escena, recibió una ovación de pie de todo el elenco y el equipo.»
Se le preguntó a Sapochnik en una entrevista cuál fue la toma más difícil de dirigir, y respondió: «La secuencia final de ver a la armada en su camino a Westeros fue complicada porque involucraba a muchos barcos diferentes, y solo teníamos uno que tuvimos que reparar y disparar una y otra vez. También estaba lloviendo y congelando cuando filmamos, y se suponía que era un clima mediterráneo. Emilia Clarke se enfrió tanto que su mandíbula comenzó a temblar incontrolablemente y perdió por completo el hilo en cuanto a lo que se suponía que debía estar pensando en ese momento, el frío lo hará. Ella me pidió que la ayudara, así que le sugerí que simplemente tarareara el tema de Game of Thrones en su cabeza mientras filmábamos las cámaras, ¡y aparentemente eso funcionó porque es la toma que usamos en el corte final!».

### Vestuario

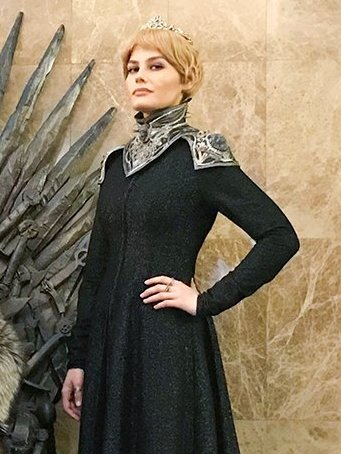
La diseñadora de vestuario Michele Clapton regresó a la serie para diseñar el vestido y la corona de Cersei Lannister, entre otros vestuarios.

La diseñadora de vestuario Michele Clapton diseñó la mayoría de los trajes y joyas recién presentados en «The Winds of Winter». Clapton inicialmente había dejado la serie, pero regresó para los dos últimos episodios de la temporada para diseñar cuatro disfraces diferentes. En una entrevista, Clapton habló sobre el proceso y el significado detrás del vestido y la corona de Cersei Lannister en el final de temporada. Clapton dijo que tenía de cuatro a cinco semanas para crear el vestido, pero una vez que recibió el guion del episodio, estuvo «inmediatamente segura» de cómo debería verse el vestido. Dijo en la entrevista: «Sabía que tenía que ser de cuero y sabía que tenía que estar relacionado con Tywin. Quería una silueta distintiva y fuerte, así que le cuadré los hombros. También quería que el vestido le rozara los tobillos, para que pudieras ver sus pies—de nuevo, fuerza. Los hombros plateados están decorados de manera similar a la mano dorada de Jaime—la única persona con la que todavía tiene algo.» Clapton también notó que cada parte del vestido representa algo , diciendo: «No hay 'decoración' para Cersei.» Afirmó que, además, eligió hacer el vestido negro para representar el luto, así como una «muerte dentro de ella.»
También se le preguntó a Clapton, en una entrevista separada, sobre el significado y la representación de la corona de Cersei, y dijo: «Elegí hacerlo en plata con solo hilos de oro para tratar de mostrar su aislamiento, su separación mental de su familia. No hay referencia a Baratheon; ya no hay necesidad. Ella no tiene que tratar de probar un vínculo. El centro de la corona es el sigilo del león abstracto — su melena representa el Trono de Hierro, su deseo. Lo ha hecho suyo — ella renace.» Clapton también reveló que el disfraz del Rey Tommen Baratheon tenía la intención de mostrar cuánto pesan sus responsabilidades sobre él, ya que está cargado con galas enjoyadas, y Clapton dijo: «Era un buen chico. Demasiado bueno para esto.»

### Partitura musical

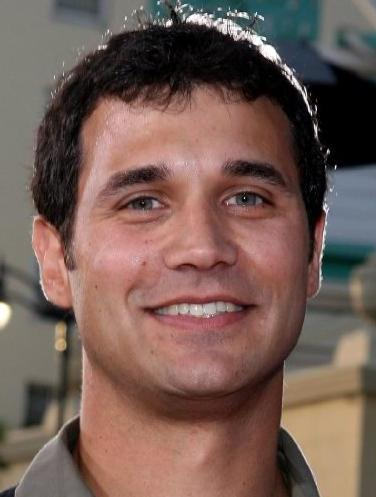
El compositor Ramin Djawadi creó la partitura musical del episodio.

La partitura musical de «The Winds of Winter» fue compuesta por Ramin Djawadi. Djawadi ha trabajado en la serie desde sus inicios y, además, compuso el tema principal del programa. En una entrevista, Djawadi habló sobre la partitura que creó para el comienzo del episodio, titulada «Light of the Seven», que consistía en gran parte en piano, algo inusual para la serie. Djawadi dijo: «Lo interesante para mí fue el uso del piano. Cuando comenzamos la temporada, los showrunners David Benioff y Dan Weiss, y Miguel Sapochnik, el director del episodio, se acercaron a mí y me dijeron: 'Se avecina algo en el episodio 10'. Hablamos sobre 'The Light of the Seven' y cómo necesitaba ser una nueva pieza musical. Cualquier tipo de tema de personaje podría dar propina, y no queríamos dar propina a la audiencia. Miguel lo trajo a colación: '¿Y el piano?' Lo discutimos. El piano no está realmente en el lenguaje de la partitura de Game of Thrones.»
Continuó diciendo: «Todo se sentía como un ajuste perfecto. Lo bueno de la escena también es que casi no hay diálogo. Dura nueve minutos. Sabía que tenía que empezar mínimo y darle espacio. Deje que las notas suenen, luego darle espacio y desarrolle la anticipación a partir de ahí, sin inclinarse en ninguna dirección.» Djawadi declaró que se abstuvo de usar el tema típico de los Lannisters, «The Rains of Castamere», para crear más misterio. La pieza también contó con la voz de dos jóvenes que cantaban al unísono, y Djawadi describió cómo juntó todas las piezas separadas de la música diciendo: «Los chicos que grabé completamente separados. Las cuerdas las grabé todas juntas. Incluso los instrumentos solistas, los grabé por separado — los violines solistas y los violonchelistas solistas se grabaron por separado. El piano, yo toqué. Y el órgano también.»
Cuando se le preguntó en una entrevista separada sobre el proceso general de composición de la música y cómo se usa en el episodio, Djawadi reveló: «Me siento con David y Dan y hacemos lo que se llama una sesión de localización en la que vemos el episodio completo y luego discutimos cuándo debe comenzar y detenerse la música. Todo el mundo está muy involucrado con eso. Y constantemente se juega con él. Lo que me encanta de Game of Thrones es que el posicionamiento de la música está muy bien hecho, porque no se exagera. Cuando la música interviene, realmente tiene algo que decir.» «Light of the Seven» alcanzó el número 1 en la lista Spotify Viral 50 de Billboard en su lanzamiento.
El episodio también presentó el tema principal del programa durante la escena del «Rey en el Norte» con Jon Nieve en Winterfell. El elogio de la crítica se dirigió hacia la partitura musical del episodio, y Lili Loofbourow de The Week la calificó como la «verdadera ganadora» del final de temporada.

## Recepción

### Audiencia
«The Winds of Winter» fue visto por 8,89 millones de hogares estadounidenses en su visualización inicial en HBO, significativamente más alta que la calificación de la semana anterior de 7,66 millones de espectadores para el penúltimo episodio de la temporada, «La batalla de los bastardos», convirtiéndolo en el episodio más visto en la historia de la serie, hasta que fue superada por el estreno de la séptima temporada, «Dragonstone». El episodio también adquirió una calificación de 4.35 en el grupo demográfico de 18 a 49 años, lo que lo convirtió en el programa de televisión por cable con la calificación más alta de la noche y superó su mejor calificación anterior de 4.0, establecida dos veces antes en la temporada. En el Reino Unido, el episodio fue visto por 2.498 millones de espectadores en Sky Atlantic, lo que lo convirtió en la transmisión de mayor audiencia esa semana en su canal. También recibió 0,153 millones de espectadores de timeshift.

### Crítica
«The Winds of Winter» recibió elogios generalizados tanto de la crítica como de los espectadores, y lo elogiaron como uno de los mejores episodios de la serie. Ha recibido una calificación del 99% en el sitio web del agregador de reseñas, Rotten Tomatoes de 58 reseñas con una puntuación promedio de 9.7 sobre 10. El consenso del sitio dice: «'The Winds of Winter' aprovecha al máximo su tiempo de ejecución extendido y es potencialmente el mejor final de temporada en la historia de la serie.» El episodio recibió una puntuación perfecta de 10 sobre 10 en IMDb durante varias semanas después de su lanzamiento. Ahora tiene una calificación de 9.9/10, siendo uno de los pocos episodios en obtener un 9.9 o más en el sitio web.
Matt Fowler de IGN escribió en su reseña del episodio: «Las historias en el Norte y Meereen permanecieron un poco tranquilas ya que toda su acción se solucionó la semana pasada, dejando el gran complot de Cersei para destruir el Septo y todos los que están en él como la gran pieza explosiva y llena de suspenso de este final. En otros lugares, hubo grandes revelaciones y muertes por venganza que ayudaron a que todo se sumara a un final de temporada muy sorprendente y satisfactorio.» Continuó elogiando cómo se desarrolló la secuencia del juicio en la pantalla y escribió: «La puesta en escena y el ritmo reales del juicio y el ajuste de cuentas violento fueron realmente geniales, con todos vistiéndose y las pequeñas piezas del rompecabezas encajando, los pajaritos que llevan a los hombres a la muerte y la excelente partitura de Ramin Djawadi.» Le dio al episodio un 9.5 sobre 10. Michael Calia de The Wall Street Journal también elogió el episodio y escribió: «Es algo bueno... que el final de temporada estuvo lleno de desarrollos masivos, vinculando varios hilos de la trama y dejando algunos otros colgando de la manera más tentadora. Este fue el episodio más completo de Game of Thrones hasta ahora, y posiblemente el mejor.» También escribió: «Dany y su flota finalmente navegan hacia Westeros, sus grandes dragones proyectan sombras sobre las olas. Está en marcha.»
Jeremy Egner de The New York Times también elogió la dirección de la historia de Desembarco del Rey y la interpretación de Lena Headey de Cersei, y dijo en su reseña que «la actuación de la Sra. Headey fue solo un elemento en una secuencia que, técnicamente, se encuentra entre las mejores del programa. Miguel Sapochnik, quien dirigió el episodio cargado de batallas de la semana pasada, aportó un tipo diferente de precisión y urgencia a la entrega del domingo. El plan de Cersei se desenrolló en medio de hilos insistentes y una serie de disparos — esos pajaritos viciosos que acaban con Pycelle, Lancel y la mecha de la vela cada vez menor, la creciente preocupación de Margaery y la creciente tensión en el sept — contribuyó inexorablemente a que Gorrión Supremo se diera cuenta de que no era tan inteligente como pensaba.» James Hibberd de Entertainment Weekly declaró que sintió que el episodio introdujo nuevos conflictos que esperar en la próxima temporada. Sarah Larson de The New Yorker escribió en su reseña: «Es una imagen hermosa. Barcos, nubes, sol, dragones y dos capitanas de barco, dirigiendo su armada hacia un Poniente gobernado por una reina.» James Hunt de WhatCulture escribió en su reseña: «Qué manera de salir. La temporada seis ya ha demostrado ser una gran temporada de televisión, pero dejó lo mejor para el final.» Tim Surette de TV.com calificó el episodio como «el mejor episodio de la historia.» Brian Lowry de CNN escribió en su reseña del episodio: «En este punto, es difícil cuestionar a los productores David Benioff y D.B. Weiss, quienes, trabajando con Martin, han creado una serie para la historia.» Willa Paskin de Slate escribió en su reseña: «La venganza, un plato que Game of Thrones casi siempre ha hecho que tenga un sabor horrible, servido caliente o frío, se convirtió, al final, en un manjar.»

### Reconocimientos
| Año  | Premio                                                 | Categoría                                                                | Receptor(es)                                                                             | Resultado | Ref(s)        |
| ---- | ------------------------------------------------------ | ------------------------------------------------------------------------ | ---------------------------------------------------------------------------------------- | --------- | ------------- |
| 2016 | Premios Primetime Emmy                                 | Mejor vestuario para una serie de época                                  | Chloe Aubry, Michele Clapton y Sheena Wichary                                            | Ganadoras | [ 55 ] [ 56 ] |
| 2016 | Premios Primetime Emmy                                 | Mejor Actriz de Reparto en serie dramática                               | Lena Headey como Cersei Lannister                                                        | Nominada  | [ 55 ] [ 56 ] |
| 2016 | Premios Gold Derby Television                          | Mejor episodio dramático                                                 | «The Winds of Winter»                                                                    | Nominado  | [ 57 ]        |
| 2016 | Sociedad Británica de Directores de Fotografía         | Mejor fotografía en un drama televisivo                                  | Fabian Wagner                                                                            | Nominado  | [ 58 ]        |
| 2016 | Asociación Internacional de Críticos de Música de Cine | Composición musical de cine del año                                      | Ramin Djawadi por «Light of the Seven»                                                   | Nominado  | [ 59 ]        |
| 2017 | Premios IGN                                            | Mejor episodio de televisión                                             | «The Winds of Winter»                                                                    | Nominado  | [ 60 ]        |
| 2017 | Premio IGN People's Choice                             | Mejor episodio de televisión                                             | «The Winds of Winter»                                                                    | Ganador   | [ 60 ]        |
| 2017 | Premios WGA                                            | Drama episódico                                                          | David Benioff y D. B. Weiss                                                              | Nominados | [ 61 ]        |
| 2017 | Visual Effects Society                                 | Mejor entorno creado en un episodio, comercial o proyecto en tiempo real | Edmond Engelbrecht, Tomoka Matsumura, Edwin Holdsworth y Cheri Fojtik por «La Ciudadela» | Nominados | [ 62 ]        |
| 2017 | Premios al Guionismo de la USC                         | Mejor Guion Adaptado                                                     | David Benioff y D. B. Weiss                                                              | Nominados | [ 63 ]        |